# Amanalco, Puebla
Amanalco är en ort i Mexiko.   Den ligger i kommunen Tlaola och delstaten Puebla, i den sydöstra delen av landet, 150 km nordost om huvudstaden Mexico City. Amanalco ligger 955 meter över havet och antalet invånare är 210.
Terrängen runt Amanalco är lite bergig. Runt Amanalco är det ganska tätbefolkat, med 86 invånare per kvadratkilometer. Närmaste större samhälle är Huauchinango, 16,7 km väster om Amanalco. I omgivningarna runt Amanalco växer i huvudsak städsegrön lövskog.